# 蔡宏柱
蔡宏柱（1951年—2023年12月24日），湖北宜昌人，汉族，中华人民共和国政治人物、第十二届全国人民代表大会湖北地区代表。
毕业于湖北农学院经济管理专业。加入中国共产党。担任湖北稻花香集团党委书记、董事长。2008年起担任全国人大代表。2013年，担任全国人大代表。